# When You Come to the End of the Day
When You Come to the End of the Day – album studyjny amerykańskiego wykonawcy Perry’ego Como wydany we wrześniu 1958 roku przez wytwórnię RCA Victor. Jest to czwarty długogrający album piosenkarza wydany jako 12-calowa płyta LP i drugi nagrany z dźwiękiem stereofonicznym. Został nagrany w RCA Victor's Studio w Nowym Jorku 30 kwietnia, 1 maja oraz 18, 19 i 23 czerwca 1958 roku.

## Lista utworów

### Strona pierwsza
1. „He's Got The Whole World In His Hands”
2. „Whither Thou Goest”
3. „No Well On Earth”
4. „Only One”
5. „Scarlet Ribbons”
6. „I May Never Pass This Way Again”

### Strona druga
1. „A Still Small Voice”
2. „In The Garden”
3. „May The Good Lord Bless And Keep You”
4. „Prayer For Peace”
5. „All Through The Night”
6. „When You Come to The End of The Day”